# 1531
| [ Edytuj tabelę ]              | |
| Król Polski                    | - 1507 Zygmunt I Stary 1548 - 1530 Zygmunt II August 1572 |
| Współksiążęta Andory           | - 1517 Henryk II 1555 |
| Król Anglii                    | - 1509 Henryk VIII 1547 |
| Władca Azteków                 | - 1530 Pablo Xochiquentzin 1536 |
| Elektor Brandenburgii          | - 1499 Joachim I Nestor 1535 |
| Książę Bawarii                 | - 1508 Wilhelm IV 1550 - 1516 Ludwik X 1545 |
| Sułtan Brunei                  | - 1521 Abdul Kahar 1575 |
| Cesarz Chin                    | - 1521 Jiajing 1566 |
| Król Czech                     | - 1526 Ferdynand I Habsburg 1564 |
| Król Danii                     | - 1523 Fryderyk I 1533 |
| Dalajlama                      | - 1475 Gendun Gjaco 1541 |
| Cesarz Etiopii                 | - 1508 Lybne Dyngyl 1540 |
| Król Francji                   | - 1515 Franciszek I 1547 |
| Król Hiszpanii                 | - 1516 Karol I 1556 |
| Hrabia Holandii                | - 1515 Karol I Habsburg 1555 |
| Szach Iranu                    | - 1524 Tahmasp I 1576 |
| Państwo Wielkich Mogołów       | - 1530 Humajun 1540 |
| Władca Inków                   | - 1527 Huascar 1532 |
| Lord Irlandii                  | - 1509 Henryk VIII Tudor 1542 |
| Cesarz Japonii                 | - 1526 Go-Nara 1557 |
| Kalif                          | - 1520 Sulejman I 1566 |
| Patriarcha Konstantynopola     | - 1522 Jeremiasz I 1545 |
| Władca Korei                   | - 1506 Chungjong 1544 |
| Wielki książę litewski         | - 1506 Zygmunt I Stary 1548 - 1530 Zygmunt August 1569 |
| Sułtan Maroka                  | - 1524 Abu al-Abbas Ahmad 1545 |
| Książę Mediolanu               | - 1521 Franciszek II 1535 |
| Wielki książę moskiewski       | - 1505 Wasyl III 1533 |
| Król Nawarry                   | - 1516 Henryk II 1555 |
| Król Norwegii                  | - 1523 Fryderyk I 1533 |
| Sułtan Omanu                   | - 1529 Bakarat ibn Muhammad 1560 |
| Elektor Palatynatu             | - 1508 Ludwik V 1544 |
| Papież                         | - 1523 Klemens VII 1534 |
| Król Portugalii                | - 1521 Jan III 1557 |
| Książę w Prusach               | - 1525 Albrecht 1568 |
| Cesarz Rzymski (niemiecki)     | - 1519 Karol V Habsburg 1558 |
| Kapitanowie Regenci San Marino | - 1530 Giacomo di Lodovico Calcigni Pier Leone di Fabrizio Corbelli 1531 - 1531 Francesco di Simone Belluzzi Giacomo di Antonio Giannini 1531 - 1531 Polinoro di Antonio Lunardini Girolamo di Giuliano Gozi 1532 |
| Elektor Saksonii               | - 1525 Jan Stały 1532 |
| Król Szkocji                   | - 1513 Jakub V 1542 |
| Król Szwecji                   | - 1521 Gustaw I Waza 1560 |
| Król Tajlandii                 | - 1529 Borommaracha Thirat IV 1533 |
| Sułtan Turków                  | - 1520 Sulejman Wspaniały 1566 |
| Doża Wenecji                   | - 1523 Andrea Gritti 1538 |
| Król Węgier                    | - 1526 Ferdynand I 1564 - 1526 Jan Zápolya 1540 |

Rok 1531 / MDXXXI
stulecia: XV wiek ~
XVI wiek ~
XVII wiek

lata: 1521 «
1526 «
1527 «
1528 «
1529 «
1530 «
1531
» 1532
» 1533
» 1534
» 1535
» 1536
» 1541

## Wydarzenia w Polsce
- 22 sierpnia – zwycięstwa hetmana Jana Amora Tarnowskiego z wojskami hospodara mołdawskiego Piotra Raresza (Petryły) pod Gwoźdźcem i Obertynem. Skutkiem obu zwycięstw i zastosowania obrony tzw. taborowej pod Obertynem Polska odzyskała Pokucie, tracąc jednak Mołdawię, która ogłosiła się lennikiem tureckim.
- 10 grudnia – w Krakowie rozpoczął obrady sejm[1].

- Książę opolski Jan II Dobry z górnośląskiej linii Piastów wydał tzw. przywilej Hanuszowy, który wyznaczył Racibórz, obok Opola, miejscem, w którym obradował sejmik krajowy oraz miejscem, gdzie składano hołd królowi Czech.

## Wydarzenia na świecie
- 5 stycznia – Ferdynand I został królem Niemiec.
- 26 stycznia – trzęsienie ziemi w Lizbonie. Zginęło około 30 tysięcy osób, 15 tysięcy domów zostało zburzonych.
- 11 lutego – generalne zgromadzenie kleru obwołało króla Henryka VIII Tudora głową Kościoła anglikańskiego.
- 27 lutego – niemieccy książęta protestanccy powołali związek szmalkaldzki, skierowany przeciw katolickiemu cesarzowi Karolowi V.
- 11 października – II wojna kappelska: w Szwajcarii katolicy pokonali protestantów w bitwie pod Kappel.
- 24 października – II wojna kappelska: zwycięstwo szwajcarskich kantonów katolickich nad protestanckimi w bitwie na wzgórzu Gubel.
- 16 listopada – pokój w Kappel zakończył wojnę pomiędzy kantonami protestanckimi i katolickimi w Szwajcarii.
- 9 grudnia – w Meksyku miało miejsce pierwsze objawienie Matki Bożej z Guadalupe; było to pierwsze z serii kilku objawień trwających aż do 12 grudnia, kiedy to – zgodnie z przekazami – miał w cudowny sposób powstać obraz Matki Bożej.

- W Anglii wydano prawo, iż żebracy nieposiadający specjalnego zezwolenia będą skazywani na karę chłosty.
- W Portugalii została założona inkwizycja.
- Król Czech i Węgier Ferdynand został wybrany na króla rzymskiego.
- Ekspedycja D. da Ordasa dotarła nad Orinoko.
- Francisco Pizarro rozpoczął podbój państwa Inków.

## Urodzili się
- 8 lutego - Anna pomorska, księżna pomorska (zm. 1592)
- 15 maja – Maria Habsburg, arcyksiężniczka Austrii (zm. 1581)
- 17 lipca – Antoine de Créqui Canaples, francuski duchowny katolicki, kardynał, biskup Amiens, członek Rady Stanu za panowania Karola IX (zm. 1574)
- 14 września – Philipp Apian, niemiecki matematyk, lekarz i kartograf (zm. 1589)
- 9 października – Cihangir, osmański książę, syn sułtana Sulejmana Wspaniałego i Roksolany (zm. 1553)
- 16 listopada - Anna d’Este, księżniczka z Ferrary (zm. 1607)
- 28 listopada - Georgia, księżniczka pomorska, hrabina na Łabiszynie (zm. 1573/74)
- 10 grudnia – Henryk IX Waldeck-Wildungen, najkrócej panujący hrabia Waldeck (zm. 1577)
- Antoni de Crato, pretendent do tronu portugalskiego (zm. 1595)

## Zmarli
- 6 marca – Pedro Arias de Ávila, hiszpański konkwistador (ur. 1440–1443)
- 11 maja – Jerzy I, książę zachodniopomorski (ur. 1493)
- 19 maja – Jan Łaski, prymas Polski, kanclerz wielki koronny i dyplomata (ur. 1456)
- 7 lipca – Tilman Riemenschneider, niemiecki rzeźbiarz (ur. 1459–1462)
- 11 października – Huldrych Zwingli, szwajcarski teolog i humanista, działacz reformacji (ur. 1484)

## Zdarzenia astronomiczne
- widoczna kometa Halleya.